# За двумя зайцами (театр)
Мим-театр «За двумя Зайцами» — единственный в Красноярске театр пантомимы.

## История
Мим-театр «За двумя Зайцами» – единственный в Красноярском крае театр пантомимы, театр, где во время спектакля со сцены звучит не слово, а возникает выразительный жест, пластика и движение. Спектакли Мим-театра показывают, как много может сказать молчание. Молчать на сцене – вовсе не означает ничего не говорить. Создавая свой театральный художественный язык, с помощью движения, действия, жеста, света, музыки или тишины, театр рассказывает смешные и грустные истории, которые подсказала сама жизнь. «Смешно о серьёзном, серьёзно о смешном» - по такому принципу строятся спектакли в Мим-театре. Большинство спектаклей в репертуаре театра – авторские.
Театр создан в 1987 году и начинал как любительский коллектив, первое его название - клоун-мим-театр «Жест», оно происходило в подражании легендарному ленинградскому клоун-мим-театру «Лицедеи» Вячеслава Полунина и, соответственно, было традиционно распространённым на тот момент среди коллективов подобного рода. Уже позднее в 1989 году пришло свое собственное оригинальное название - Мим-театр «За двумя Зайцами».
С 1993 года театр юридическое лицо – ООО «МИМ-ТЕАТР «ЗА ДВУМЯ ЗАЙЦАМИ».
Основатели и руководители Мим-театра – заслуженные работники культуры Красноярского края, лауреаты Государственной премии Красноярского края им. И.М.Смоктуновского в области театрального искусства, члены Союза театральных деятелей РФ, дипломанты и лауреаты Всесоюзных, Всероссийских и Международных театральных фестивалей Ирина Валериановна и Валерий Николаевич ЗАЙЦЕВЫ.
У театра два дня рождения – 10 сентября 1987 года, когда в подвальчике Дворца Культуры собралась первая студия, которая со временем переросла в первую труппу Мим-театра. Но официальным Днем Рождения считается 1 апреля 1988 года, когда в большом зрительном зале ДК КрАЗа состоялась первая премьера - «Спектакль-сочинение «На свободную тему…». Он состоял из отдельных номеров, объединённых единым смысловым стержнем. И с этого всё началось. Жизнь Мим-театра начала набирать обороты. С 1989 года Мим-театр активно принимает участие в фестивалях.
Спектакли Мим-театра любимы зрителями и по достоинству отмечаются профессиональным сообществом. В 2022 году коллектив Мим-театра удостоен Государственной премии Красноярского края им.И.М.Смоктуновского в области театрального искусства за создание спектаклей «ЗИМАвЁ» и «всЁ просто». Мим-театр принимает активное участие в культурных мероприятиях города и края.
Визитной карточкой Мим-театра стал спектакль «Ё», премьера которого состоялась в 1997 году. Он в репертуаре до сих пор. Постановка в стиле чистой клоунады, смешной и грустный, ироничный и нежный, на самые разные темы, которые не оставляют равнодушными никакие категории зрителей. Постепенно спектакль «Ё» дал начало целому «Ё-проекту»: к спектаклю «Ё» прибавились «Ё2» и «грЁ3ы». И сейчас в театре особенное отношение к букве Ё, она присутствует во многих спектаклях. Ё – как стилистика и определённый почерк в спектаклях. В 2014 году создан спектакль «ЗИМАвЁ», в 2016 году «всЁ просто», в 2018 году «моЁ». Объединяет эти спектакли и персонаж Дядюшка Ё, которого создал в спектакле «Ё» Валерий Зайцев. Он переходит из спектакля в спектакль.
В настоящее время в репертуаре Мим-театра восемь спектаклей для взрослых и два спектакля для детей.
При Мим-театре существуют Школа современного актёра для взрослых и Детская театральная школа-студия Ирины Зайцевой. С одной стороны они служат «кузницей кадров», часть студийцев по окончании становятся артистами Мим-театра, но многие выпускники студии поступают в Сибирский государственный институт искусств им.Д.Хворостовского или столичные театральные ВУЗы.

## Фестивали
За своё существование мим-театр неоднократно участвовал в международных, всесоюзных, всероссийских, краевых и городских фестивалях:
- 1989 (июнь)  — Караван мира, г. Ленинград — участие в Гала-концерте с номером «Непослушная кукла»
- I-й Всесоюзный фестиваль театров пантомимы «ПРЕМЬЕРЫ-89» — 1989 (ноябрь) г. Челябинск — спектакль «Счастливая жизнь товарища» (Диплом ВЦСПС «За оригинальное решение остросоциальной темы») — председатель жюри И. Г. Рутберг (г. Москва)
- I-й Всесоюзный мим-фестиваль солистов и малых групп «РАЗ, ДВА, ТРИ, ЧЕТЫРЕ…» — 1991 (апрель) — спектакль «ИТАК, МЫ НАЧИНАЕМ» (трансформированный «МИМ-КОНЦЕРТ»), г. Казань, (Диплом за режиссуру спектакля — И.Зайцева, диплом победителя в номинации «Лучшая мужская роль» — В.Зайцев), председатель жюри Р. Е. Славский (г. Москва)
- Фестиваль пантомимы «МИМ-СЕССИЯ-91» — 1991 (май), г. Кривой Рог (Украина) — спектакль для детей «ПУЗЫРЬ, СОЛОМИНКА и ЛАПОТЬ»
- II-й Всесоюзный мим-фестиваль солистов и малых групп «РАЗ, ДВА, ТРИ, ЧЕТЫРЕ…» 1992 (март) — спектакль «РЕЙС 35-73, или ИЗ ЖИЗНИ ПРИВИДЕНИЙ», г. Казань, председатель жюри В.Полунин (г. Санкт-Петербург)
- Фестиваль юмора «УМОРА-93» — 1993 (апрель), г. Иркутск, спектакль «МИМ-КОНЦЕРТ»
- Краевой фестиваль «ТЕАТРАЛЬНАЯ ВЕСНА» — 1998 (апрель), спектакль «Ё», г. Красноярск, (приз «Хрустальная маска» — победитель в номинации «Лучший спектакль», II Премия Губернатора Красноярского края)
- Международный фестиваль театров пантомимы и современной пластики «МИМОЛЁТ-98» — 1998 (август), г. Иркутск, спектакль «Ё», (Диплом победителя в номинации «Лучшая мужская роль» — В.Зайцев, диплом «За мимолётное видение» — В.Зайцева, дипломы в номинациях: «за лучший спектакль», «за лучшую режиссёрскую работу», «за лучший спектакль»,"за лучший костюм", «за лучшее музыкальное оформление»), председатель жюри И. Г. Рутберг (г. Москва)
- III Международный фестиваль свободных искусств «СОЛНЦЕВОРОТ-99» — 1999 (июль), г. Санкт-Петербург, спектакль «Ё»
- Международный фестиваль театров пантомимы и современной пластики «МИМОЛЁТ-99» — 1999 (сентябрь), г. Иркутск, спектакль «КАФЕ ДЛЯ ПИЛИГРИМА» (диплом победителя в номинации «Лучшая роль второго плана» — А.Загибалов, дипломы в номинациях: «за лучшую режиссёрскую работу», «за драматургию отдельных сцен»), председатель жюри И. Г. Рутберг (г. Москва)
- Фестиваль профессиональных независимых театров Сибири и Урала «SibALTERA» — 2000 (декабрь), г. Новосибирск, спектакль «Ё» (диплом Лауреата в номинации «За самые бурные и продолжительные аплодисменты», диплом Лауреата в номинации «Лучшая мужская роль в пластическом театре» — В.Зайцев, диплом Лауреата в номинации «Надежда» — В.Зайцева), председатель жюри М.Пушкин (г. Москва)
- Всероссийский фестиваль «ТЕАТР БЕЗ ГРАНИЦ» — 2001 (октябрь), г. Магнитогорск, спектакль «Ё2» ПРИМЕЧАНИЕ
- Фестиваль профессиональных независимых театров Сибири и Урала «SibALTERA» — 2002 (апрель), г. Красноярск, спектакль «грЁЗы»
- VI Международный фестиваль театров пантомимы и современной пластики «МИМОЛЁТ» — 2002 (сентябрь), г. Иркутск, спектакль «грЁЗы»
- 2011 (март) — Краевой фестиваль «ТЕАТРАЛЬНАЯ ВЕСНА», г. Красноярск, спектакль «РАЗ НЕВЕСТА, ДВА НЕВЕСТА…» (диплом «За драматическое проживание в пластическом спектакле» и Приз фестиваля)
- 2013 (март) — Краевой фестиваль «ТЕАТРАЛЬНАЯ ВЕСНА», г. Красноярск, спектакль «ЭСКИЗЫ НА ПЛАНШЕТЕ СЦЕНЫ» (диплом «За сохранение традиций пантомимы»)
- 2014 (март) — Краевой фестиваль «ТЕАТРАЛЬНАЯ ВЕСНА», г. Красноярск, спектакль «ЗИМАвЁ», г. Красноярск, (приз «Хрустальная маска» — победитель в номинации «Лучшая премьера сезона среди спектаклей коммерческих театров»)
- 2014 (август) — II Международный фестиваль уличных представлений «ЛИЦА УЛИЦ», г. Екатеринбург
- 2014 (октябрь) — XII Международный фестиваль исполнительских искусств «HIGH FEST», г. Ереван (Армения)
- 2016 (март) — Краевой фестиваль «ТЕАТРАЛЬНАЯ ВЕСНА», г. Красноярск, спектакль «всЁ просто», г. Красноярск, (приз «Хрустальная маска» — победитель в номинации «Лучший независимый проект»)
- 2018 (декабрь) — Краевой фестиваль «ТЕАТРАЛЬНАЯ ВЕСНА»[1], г. Красноярск, спектакль «моЁ», г. Красноярск, (призы «Хрустальная маска» — за победу в номинациях «ЛУЧШАЯ ПРЕМЬЕРА СЕЗОНА» и «ЛУЧШАЯ МУЖСКАЯ РОЛЬ» (Валерий Зайцев за роль «Человека с носом»), два номинанта на «ЛУЧШАЯ ЖЕНСКАЯ РОЛЬ» (Марина Ерлыкова за роль «Мастеровой», Светлана Пономарёва за роль «Дамы с чемоданом») в категории коммерческих театров и антрепризных групп)

## Спектакли[2]
- 1988 г. — «Спектакль-сочинение «НА СВОБОДНУЮ ТЕМУ…» — спектакль клоунской пантомимы;
- 1989 г. — «МИМ-КОНЦЕРТ» — комическое представление для взрослых;
- 1989 г. — «2 + 2 РАВНО ПЯТИ» — спектакль для детей младшего школьного возраста;
- 1989 г — «СЧАСТЛИВАЯ ЖИЗНЬ ТОВАРИЩА» — социальная драма в одном действии;
- 1990 г. — «ПУЗЫРЬ, СОЛОМИНКА и ЛАПОТЬ» — спектакль для детей с клоунами, куклами и балалайками;
- 1991 г. — «ЧЁРНОЕ и БЕЛОЕ» — учебный спектакль студии при мим-театре;
- 1991 г. — «БУМ!.. ДЗЫНЬ!.. ОЙ!..» — клоунское представление для детей;
- 1992 г. — «БАРАБАШКА» -фантастическая история для детей;
- 1992 г. — «РЕЙС 35-73, или ИЗ ЖИЗНИ ПРИВИДЕНИЙ» — почти фантастическая история для взрослых;
- 1992 г. — «БАБУШКИНЫ СКАЗКИ» — спектакль для детей по русским народным сказкам;
- 1993 г. — «КИТАЙСКИЙ СОЛОВЕЙ» — спектакль для детей по мотивам одноимённой сказке Х. К. Андерсена;
- 1993 г. — «ПРИКЛЮЧЕНИЯ ПИНГВИНА КЕШИ» — антарктическая история для детей;
- 1994 г. — «ПЕШЕХОДНАЯ ДОРОЖКА» — спектакль-плакат для детей о правилах дорожного движения;
- 1995 г. — «КЛОУН и КУКЛА» — история из жизни игрушек. Спектакль для детей и взрослых.;
- 1997 г. — «ЗЕЛЁНАЯ СКАЗКА» — экологическая история для детей;
- 1997 г. — «Ё» — чЁрно-белый спектакль для взрослых и не только;
- 1998 г. — «УСАТЫЙ-ПОЛОСАТЫЙ» — спектакль для детей по стихам С. Я. Маршака и А. Л. Барто;
- 1998 г. — «КАФЕ для ПИЛИГРИМА»;
- 1999 г. — «СКАЗКИ ПУШКИНА» — спектакль для детей по сказкам А. С. Пушкина;
- 1999 г. — «СВИНОПАС» — спектакль для детей по одноимЁнной сказке Г. Х. Андерсена;
- 2000 г. — «ЗАБЫТЬ ГЕРОСТРАТА» — Григорий Горин, трагикомический гротеск в 2-х действиях;
- 2000 г. — «ВИННИ ПУХ и его ДРУЗЬЯ» — спектакль для детей в 2-х действиях по мотивам произведений А.Милна;
- 2001 г. — «Ё2» — спектакль для взрослых и не только. Часть вторая. Всем влюблЁнным ПОСВЯЩАЕТСЯ!!!;
- 2001 г. — «КАК ДОБРЫЙ МОЛОДЕЦ ЗА СЧАСТЬЕМ ХОДИЛ» — спектакль для детей по мотивам русских народных сказок;
- 2001 г. — «грЁ3ы» спектакль-дуэт. Часть третья;
- 2002 г. — «ВО МНЕ ПРОСНУЛАСЬ ЖЕНЩИНА» — спектакль-импровизация в жанре VERBATIM;
- 2002 г. — «ДЕЗИ и ДЖЕБКА» — история из жизни двух собачек;
- 2003 г. — «ВЕСЁЛЫЙ ЧЕМОДАНЧИК» — клоунское представление для детей с играми, фокусами и весЁлыми историями;
- 2003 г. — «ВЕСЕЛО — НЕСКУЧНО» — учебный спектакль студии при Мим-театре;
- 2004 г. — «ВИТАМИН РАДОСТИ» — спектакль для детей весЁлый и радостный;
- 2006 г. — «О ЛЮДЯХ и ЖИВОТНЫХ» — спектакль для детей по мотивам рассказов Л.Улицкой;
- 2006 г. — «ЗАНИМАТЕЛЬНАЯ МЕХАНИКА» — спектакль по мотивам IX Музейной ночи;
- 2007 г. — «КАЛИНКА-МАЛИНКА» -спектакль клоунской пантомимы со стихами и шуточными репризами;
- 2009 г. — «РАЗ НЕВЕСТА, ДВА НЕВЕСТА» — пластическая шутка в одном действии;
- 2009 г. — «ДРУЗЬЯ! МЫ ВСЕ — ДРУЗЬЯ!!!» — спектакль для детей о том, как подружились Котёнок, Мышонок и Щенок, и как родители были против;
- 2012 г. — «ЭСКИЗЫ НА ПЛАНШЕТЕ СЦЕНЫ» — люди, птицы, рыбы, мысли в одном действии…
- 2014 г. — «ЗИМАвЁ» — лирическая комедия в одном действии;
- 2015 г. — «СНЕГОВИК» — интерактивный спектакль для детей в одном действии;
- 2016 г. — «всЁ просто» — романтическая комедия в одном действии;
- 2017 г. — «ОДНИМ КАСАНИЕМ» — лирическая комедия в одном действии;
- 2018 г. — «моЁ» — лирическая комедия в одном действии;
- 2019 г. — «ДЕВОЧКА ИЗ ЦВЕТКА» — спектакль для семейного просмотра по мотивам сказок Г.Х.Андерсена;
- 2020 г. — «недотЁпа» — спектакль в одном действии по мотивам произведений А.П.Чехова;
- 2022 г. — «ГАСТРОЛЁРЫ» — комедия без слов в одном действии;
- 2025 г. — «ЗВОНОК ЗОЩЕНКО» — моноспектакль Александры Шараповой при участии артистов Мим-театра